# The Joker and the Queen
«The Joker and the Queen» — песня британского певца Эда Ширана, записанная при участии американской певицы Тейлор Свифт в качестве сингла из пятого студийного альбома =, вышедшего 29 октября 2021 года на лейблах Asylum и Atlantic Records. Ширан написал и спродюсировал её вместе с Джонни Макдэйдом, Фредом Гибсоном и Сэмом Романом. Ремикс песни при участии Тейлор Свифт вышла 11 февраля 2022 года в качестве четвёртого сингла с альбома.
Сингл представляет собой медленную фолк-балладу, движимую кинематографическим фортепиано, темпом вальса и вдохновленную струнными в стиле 1950-х годов. Это пятая совместная работа Ширана и Свифт, после «Everything Has Changed» (2012), «End Game» (2017), «Run» (2021) и перезаписи «Everything Has Changed» 2021 года. Сопровождающее музыкальное видео, в котором снялись актёры из клипа на песню «Everything Has Changed» (тогда ещё дети, а теперь повзрослевшие на десять лет), также было выпущено 11 февраля 2022 года; видео «The Joker and the Queen» является сиквелом.

## История
«The Joker and the Queen» — песня, написанная и спродюсированная английским автором-исполнителем Эдом Шираном вместе с его соавторами Джонни Макдэйдом, Фредом и Романсом. После написания песни «Bad Habits» Ширан решил, что закончил писать на сегодня, пока Фред не сыграл ему фортепианный инструментал, созданный Романсом, который Фред нашел «очень красивым», но так и не смог переработать его в песню. Затем Ширан провел около 20 минут, записывая различные метафоры, в том числе придумал название песни и строчку «I fold, you saw my hand, you let me win, you put the cards on the table». Ширан посчитал, что песня была написана слишком легко, и она ему не понравилась. Однако брат Ширана Мэтью создал струнную композицию для песни, которой Ширан восхищался за то, что она звучит как «старая классика, которая существует с 50-х годов».
Песня была записана на студиях Fieldwork Studio в Лондоне, в Suffolk на Stamford Street в Лондоне, Promised Land Music Studios в Лондоне, Abbey Road Studios в Лондоне и Pixel в Лондоне. Микшированием занимался Марк «Спайк» Стент в студии Mixsuite, а мастерингом — Стюарт Хокс в Metropolis Studios в Лондоне. «The Joker and the Queen» была выпущена 29 октября 2021 года в качестве шестого трека на пятом студийном альбоме Ширана =.

### Ремикс
Вскоре после выхода альбома = Ширан подтвердил, что был записан ремикс песни с участием американской певицы, который выйдет в январе 2022 года; однако он предупредил, что это не официальная версия, поскольку она не была одобрена для выпуска. Американская певица Тейлор Свифт, часто сотрудничающая с Шираном, начала намекать на то, что она является исполнительницей песни, используя несколько пасхальных яиц, например, в клипе Свифт на песню «I Bet You Think About Me», где она вырезает знак равенства на свадебном торте; режиссер клипа Блейк Лайвли рекламировала клип с помощью эмодзи джокера в социальных сетях. Свифт также выпустила игральные карты в поддержку своего перезаписанного в 2021 году альбома Red (Taylor’s Version). Кроме того, в клипе Ширана «Overpass Graffiti» имя Свифт можно увидеть в газетной колонке, а также на кожаной куртке, которую носит Ширан, также с принтами джокера и королевы.
В декабре 2021 года Ширан подтвердил, что ремикс «The Joker and the Queen» будет выпущен в качестве четвёртого сингла с альбома = в 2022 году. 1 февраля 2022 года Ширан сообщил в социальных сетях, что подписывает несколько дисков для нового проекта, на обложке которого изображены джокер и королева, напоминающие Свифт. Четыре дня спустя в титрах песни в клипе на песню «The Joker and the Queen» появилось дополнение к названию «(feat. Taylor Swift)». Ширан официально объявил, что в ремиксе песни «The Joker and the Queen» будет участвовать Свифт на 42-й церемонии Brit Awards 8 февраля 2022 года в интервью на красной дорожке LADbible.. Ширан анонсировал сингл в социальных сетях на следующий день, сообщив, что релиз намечен на 11 февраля 2022 года.
Сингл стал пятой совместной работой Ширана и Свифт, после «Everything Has Changed» (2012), «End Game» (2017), «Run» (2021) и перезапись «Everything Has Changed» 2021 года.

## Композиция
«The Joker and the Queen» представляет собой медленный фолк-вальс. Песня написана в тактовой сигнатуре 4
4 и в тональности до мажор с темпом 67 ударов в минуту. Это «кинематографическая» фортепианная баллада. В дуэтном ремиксе Свифт берёт на себя второй куплет с женской точкой зрения, заменяя оригинальный текст Ширана. В тексте песни любовь объясняется с помощью аналогии с карточной игрой.

## Отзывы
Мелисса Руджери из USA Today отметила, что дуэт представляет собой нежную, проникновенную балладу, подчеркнутую «роскошной фортепианной мелодией с кинематографическим шелестом струнных». Автор журнала Billboard Ханна Дейли написала, что песня представляет собой нежную фортепианную балладу о возрождении потерянной любви.
Джейсон Броу из Hollywood Life назвал её «еще одним отличным дополнением к истории Эда Ширана и Тейлор Свифт». Майкл Мейджор из BroadwayWorld назвал трек красиво переосмысленной версией оригинального альбомного трека. Робин Мюррей из Clash назвал песню «не отвлекающим слух треком», утверждая, что она «приятная, но определенно не отвлекающая, скорее в духе MOR Ширана, чем недавней работы Тейлор по восстановлению». Он сказал, что Свифт и Ширан «наслаждаются классицизмом, используют форму, чтобы создать нежный восторг». Gulf News назвал песню «успокаивающей романтической балладой» и «подарком ко Дню Святого Валентина для (их) поклонников».

## Концертные исполнения
Ширан исполнил песню «The Joker and the Queen» на 42-й церемонии Brit Awards 8 февраля 2022 года.

## Музыкальное видео
Официальное музыкальное лирик-видео для песни вышло 11 февраля 2022 года на аккаунте Ширана на канале YouTube.
Сопровождающее музыкальное видео, в котором снялись актёры из клипа на песню «Everything Has Changed» (тогда ещё дети, а теперь повзрослевшие), также было выпущено 11 февраля 2022 года; видео «The Joker and the Queen» является сиквелом.
Клип на песню «The Joker and the Queen» продолжил сюжетную линию клипа на сингл Свифт 2013 года с участием Ширана «Everything Has Changed»; дети-актеры, похожие на Свифт и Ширана в последнем клипе — Ава Джеймс и Джек Льюис, соответственно, — играют взрослые версии себя в первом. В клипе показано текстовое сообщение между двумя героями, которое является реальным текстовым обменом между Шираном и Свифт, опубликованным на аккаунте Свифт в Instagram в 2015 году. На скриншоте из клипа «Everything Has Changed» также появляется фотография в рамке в клипе «The Joker and the Queen».

## Коммерческий успех
После выхода =, альбомная версия песни «The Joker and the Queen» дебютировала под номерами 66, 78 и 99 в австралийском чарте ARIA Singles, в канадском Canadian Hot 100 и американском Billboard Global 200 соответственно. В Великобритании песня дебютировала на втором месте в UK Singles, став для Ширана 36-м хитом в Топ-10, и 18-м — для Свифт.

## Участники записи
По данным заметок на альбомеrom =.
- Эд Ширан — вокал, автор, продюсирование, бэк-вокал
- Тейлор Свифт — вокал, автор (на ремиксе)
- Фред Гибсон — автор, продюсирование, инжиниринг, аранжировка струнных, бас, клавишные
- Джонни Макдэйд — автор, продюсирование, инжиниринг
- Романс — автор, продюсирование, гитара, фортепиано
- Марк «Спайк» Стент — микширование
- Мэтт Волах — микширование
- Киран Бирдморр — микширование
- Чарли Холмс — микширование
- Грэм Арчер — инжиниринг, вокал
- Мэтт Гласби — инжиниринг
- Нил Доус — ассистент звукорежиссёра
- Уилл Рейнольдс — ассистент звукорежиссёра
- Марта Ди Ноцци — ассистент звукорежиссёра
- Мэтью Ширан — аранжировка струнных, программирование
- Джо Рубель — запись струнных, программирование струнных
- Марко Паризи — дополнительные струнные
- Питер Грегсон — дирижер
- Том Келли — звукорежиссёр
- Ашок Клоуда — виолончель
- Виктория Харрильд — виолончель
- Тим Лоу — виолончель
- Леон Бош — контрабас
- Хилари Скьюз — звукорежиссёр
- Стюарт Хокс — мастеринг

## Чарты

### Еженедельные чарты
| Чарт (2021—2022)                       | Высшая позиция |
| -------------------------------------- | -------------- |
| Австралия (ARIA)                       | 11             |
| Австрия (Ö3 Austria Top 40)            | 35             |
| Бельгия/Фландрия (Ultratop 50)         | 11             |
| Канада (Billboard Canadian Hot 100)    | 12             |
| Канада (Billboard AC Airplay)          | 27             |
| Канада (Billboard Hot AC)              | 31             |
| Германия (GfK)                         | 37             |
| Мир (Billboard Global 200)             | 10             |
| Венгрия (Single Top 40)                | 38             |
| Ирландия (IRMA)                        | 5              |
| Япония (Billboard Japan)               | 2              |
| Литва (AGATA)                          | 5              |
| Нидерланды (Dutch Top 40)              | 33             |
| Нидерланды (Single Top 100)            | 78             |
| Новая Зеландия (Recorded Music NZ)     | 26             |
| Норвегия (VG-lista)                    | 29             |
| Португалия (AFP)                       | 51             |
| Республика Корея (Download, Gaon)      | 50             |
| Республика Корея (BGM, Gaon)           | 16             |
| Словакия (Rádio Top 100)               | 25             |
| Швеция (Sverigetopplistan)             | 27             |
| Швеция (Heatseeker, Sverigetopplistan) | 1              |
| Швейцария (Schweizer Hitparade)        | 19             |
| Великобритания (UK Singles Chart)      | 2              |
| США (Billboard Hot 100)                | 21             |
| США (Billboard Adult Contemporary)     | 16             |
| США (Billboard Adult Top 40)           | 13             |
| США (Billboard Mainstream Top 40)      | 30             |

## Сертификации
| Регион                                                                      | Сертификация | Продажи |
| --------------------------------------------------------------------------- | ------------ | ------- |
| Канада (Music Canada)                                                       | Золотой      | 40 000  |
| Великобритания (BPI)                                                        | Серебряный   | 200 000 |
| Данные о продажах + прослушиваниях приведены только на основе сертификации. |              |         |

## История релиза
| Регион | Дата            | Формат                     | Версия                | Лейбл           | Ссылка |
| ------ | --------------- | -------------------------- | --------------------- | --------------- | ------ |
| Мир    | 11 февраля 2022 | Цифровые загрузки стриминг | Ремикс с Тейлор Свифт | Asylum Atlantic | [ 12 ] |
| США    | 14 февраля 2022 | Adult contemporary radio   | Ремикс с Тейлор Свифт | Atlantic        | [ 62 ] |
| США    | 15 февраля 2022 | Contemporary hit radio     | Ремикс с Тейлор Свифт | Atlantic        | [ 63 ] |
| Мир    | 18 февраля 2022 | CD-сингл (подписанный)     | Ремикс с Тейлор Свифт | Asylum Atlantic | [ 64 ] |